# Colophon montisatris
Colophon montisatris es una especie de coleóptero de la familia Lucanidae.

## Distribución geográfica
Habita en Sudáfrica.